# Corporate Office Solutions
Corporate Office Solutions (COS) este o companie importatoare de mobilier de birou din România..
Compania este dealer exclusiv al grupului Steelcase
Cifra de afaceri:
- 2008: 15 milioane euro[2]
- 2007: 14 milioane euro[1]